# Reinfeld (Holstein)
Reinfeld (Holstein) ist eine Kleinstadt im Kreis Stormarn (Schleswig-Holstein) zwischen Bad Oldesloe und Lübeck. Sie ist ein staatlich anerkannter Erholungsort und bekannt als Karpfenstadt. Reinfeld gehört zur Metropolregion Hamburg. Neuhof, Steinhof und Binnenkamp liegen im Stadtgebiet.

## Geografie
Reinfeld liegt an der Heilsau, die im Stadtgebiet zum Herrenteich gestaut ist. Der Herrenteich hat eine Größe von ca. 39,5 ha.

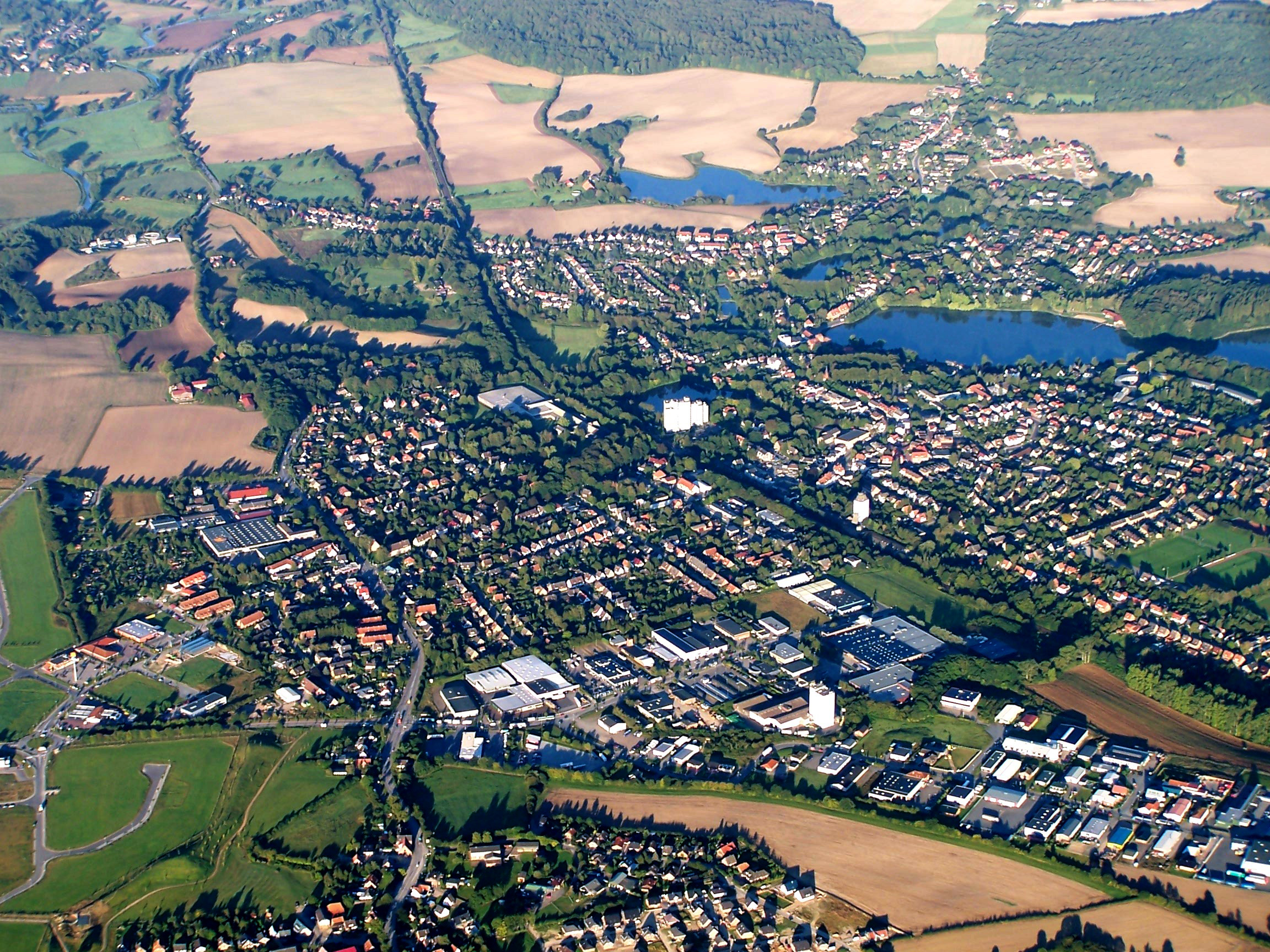
Blick auf Reinfeld aus östlicher Richtung

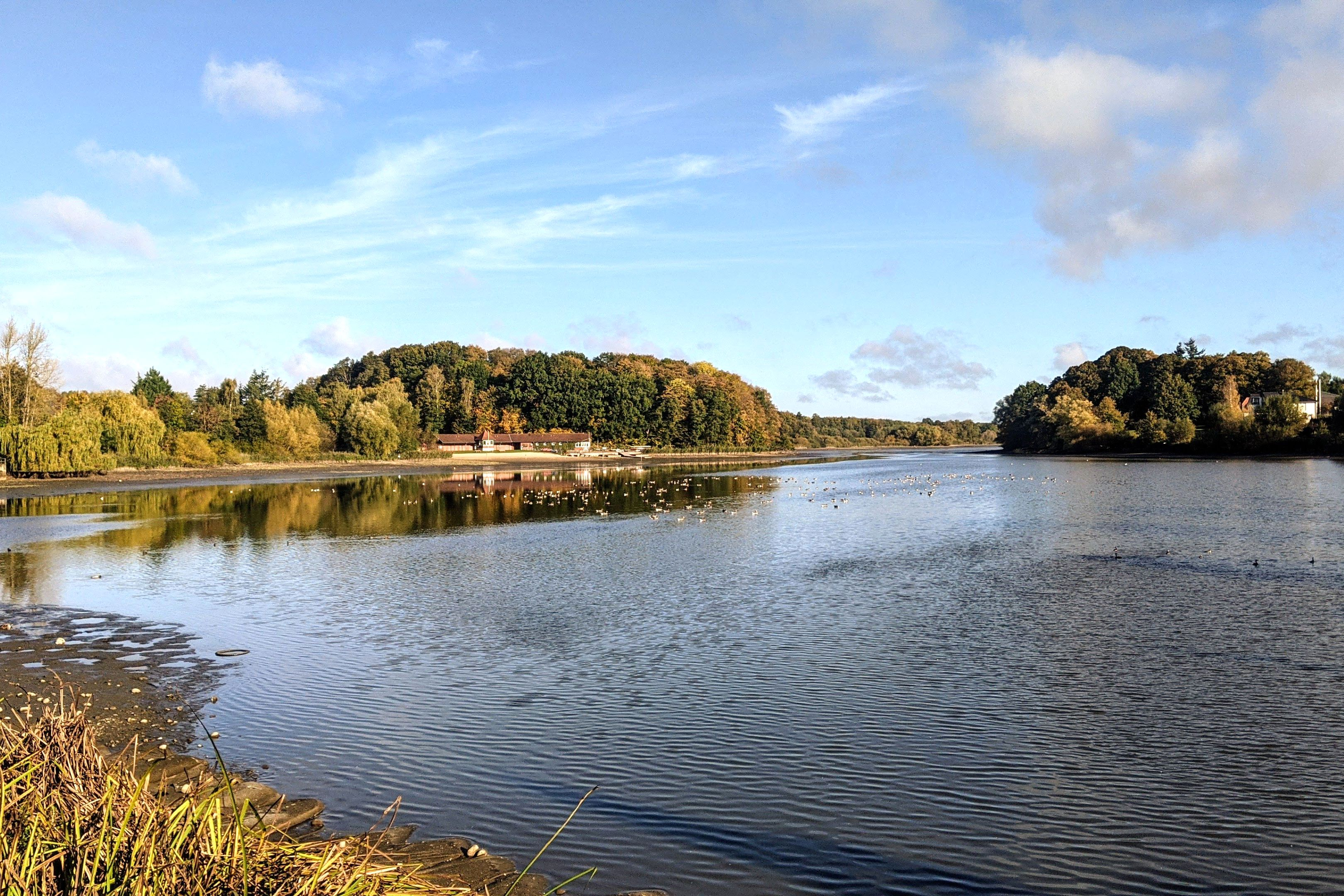
Südlicher Teil des Herrenteiches

## Geschichte

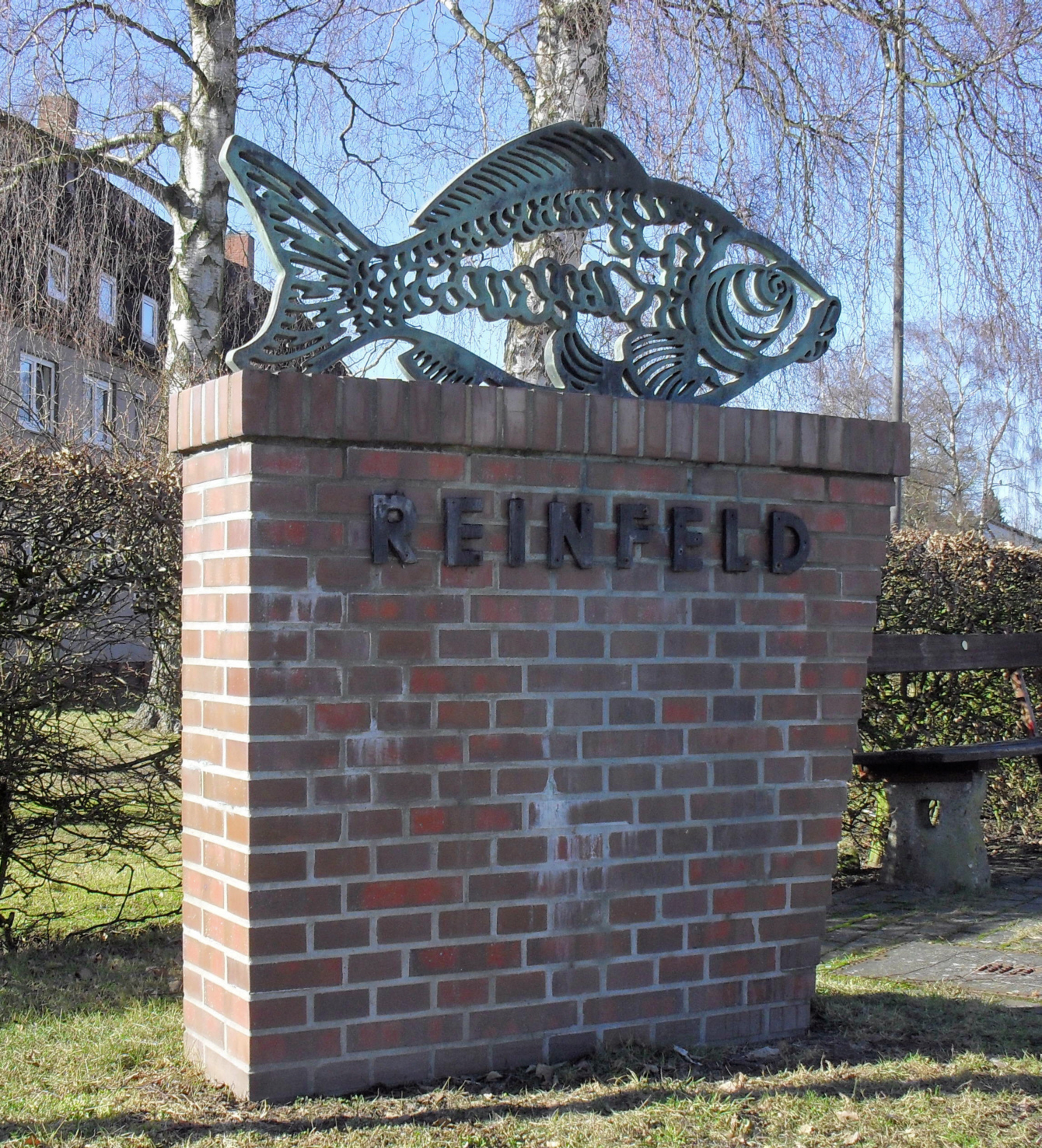
Wahrzeichen Reinfelds: Das Karpfendenkmal an der Hamburger Chaussee

Reinfelds Gründung geht auf das Jahr 1186 zurück, als auf Veranlassung von Graf Adolf III. von Schauenburg sich Zisterziensermönche aus dem Kloster Loccum hier niederließen und das Kloster Reynevelde gründeten.
Kurze Zeit nach der Gründung des Klosters wurde die Heilsau zum Herrenteich aufgestaut, um die Niederung trockenzulegen und Raum für den Ausbau des Klosters zu schaffen. In diesem Zusammenhang wurde die klostereigene Kornmühle an dem angestauten Herrenteich errichtet (später als Claudius-Mühle bezeichnet).
Die Mönche legten zahlreiche Teiche an, die sie zur Karpfenzucht nutzten. Die damals bis zu 60 Karpfenteiche reichten jedoch nicht aus, den Fischbedarf des Klosters zu decken, so dass zusätzlich noch größere Mengen Seefisch aus Lübeck hinzugekauft werden mussten, weil die Zisterzienser kein Fleisch essen durften. Das Kloster entwickelte sich dank der Vorhersicht seiner Äbte rasch zu einem der reichsten und angesehensten in Norddeutschland mit umfangreichem Landbesitz bis hin in das Baltikum und wertvollen Beteiligungen an der Saline Lüneburg. Dies änderte sich aufgrund der Säkularisation im Zuge der Reformation. Im Jahr 1581 wird das Kloster an Herzog Johann d. J. von Plön übergeben.
Nachdem das Kloster im 16. Jahrhundert abgerissen wurde, wurde an selbiger Stelle in der Zeit von 1599 bis 1604 ein fürstliches Schloss errichtet. Dabei dienten dem abgeteilten Herzog die Überreste des Klosterkomplexes als Baumaterial. Die ansehnliche Klosterkirche wurde 1635 bei einem Dammbruch des gestauten Herrenteichs komplett zerstört. An ihrer Stelle wurde 1636 eine wesentlich kleinere Kirche auf dem Eichberg überflutungssicher errichtet (sie trägt heute den Namen Matthias-Claudius-Kirche).
Seit des Herzogs Johanns Tod 1622 gehörte Reinfeld zum kleinen Herzogtum Schleswig-Holstein-Sonderburg-Plön, das in der Zeit von 1676 bis 1729 auch Nordalsen und Teile von Ærø umfasste (Norburg-Plön). Als die Plöner Linie der Herzöge 1761 ausstarb, fiel das Herzogtum an König Friedrich V. von Dänemark.
Das Reinfelder Schloss wurde 1775 abgerissen, die übrig gebliebenen Steine fanden Verwendung zum Bau eines Verwaltungsgebäudes, das als Forstamt genutzt wurde. In den Jahren 1762 bis zur Bundesexekution Ende 1863 stand Reinfeld unter dänischer Herrschaft. Der 1839 errichtete Bau der Alten Schule auf dem Gelände des ehemaligen Schlosses stammt noch aus dieser Zeit.
Am 1. August 1865 wurde der Bahnbetrieb von der Lübeck-Büchener Eisenbahn aufgenommen, nachdem seit 1863 eine Bahntrasse von Hamburg über Bad Oldesloe nach Lübeck errichtet wurde. Das damals errichtete Bahnhofsgebäude besteht heute noch.
Zum Ende des Zweiten Weltkrieges wurde Deutschland schrittweise besetzt. Am 2. Mai 1945 besetzten britische Truppen (das 3. Royal Tank Regiment sowie das 1. Herefordshire Regiment der 11. Schottischen Armoured Division, Teil der 21st Army Group) auch Reinfeld sowie das benachbarte Bad Oldesloe. Zu Kampfhandlungen kam es in Reinfeld nicht. Zwei Tage später unterschrieb Hans-Georg von Friedeburg im Auftrag des letzten Reichspräsidenten Karl Dönitz, der sich zuvor mit der letzten Reichsregierung in den Sonderbereich Mürwik abgesetzt hatte, bei Lüneburg die Teilkapitulation der Wehrmacht für Nordwestdeutschland, Dänemark und die Niederlande. Die Bedingungslose Kapitulation der Wehrmacht folgte am 8. Mai 1945. Während der Besatzungszeit waren es Truppen der 15. Schottischen Division, die die Umsetzung der britischen Militärregierung durchsetzte.
Seit Sommer 2003 gehört auch der Kreis Stormarn und damit Reinfeld zum Bereich des Hamburger Verkehrsverbundes (HVV), in dem alle Verkehrsmittel des ÖPNV zu einheitlichen Tarifen verkehren.

### Konfessionsstatistik
März 2018 waren von den Einwohnern 46,2 % evangelisch, 5,2 % katholisch und 48,6 % waren konfessionslos oder gehörten einer anderen Religionsgemeinschaft an. Mit Stand März 2023 waren von den Einwohnern 39,7 % evangelisch, 4,2 % katholisch und 56,2 % waren konfessionslos oder gehörten einer anderen Religionsgemeinschaft an. Mit Stand März 2024 waren von den Einwohnern 37,9 % evangelisch, 3,9 % katholisch und 58,2 % waren konfessionslos oder gehörten einer anderen Religionsgemeinschaft an.
Die Zahl der evangelischen und katholischen Kirchenmitglieder ist demnach im beobachteten Zeitraum beträchtlich gesunken.

## Politik

### Stadtvertretung

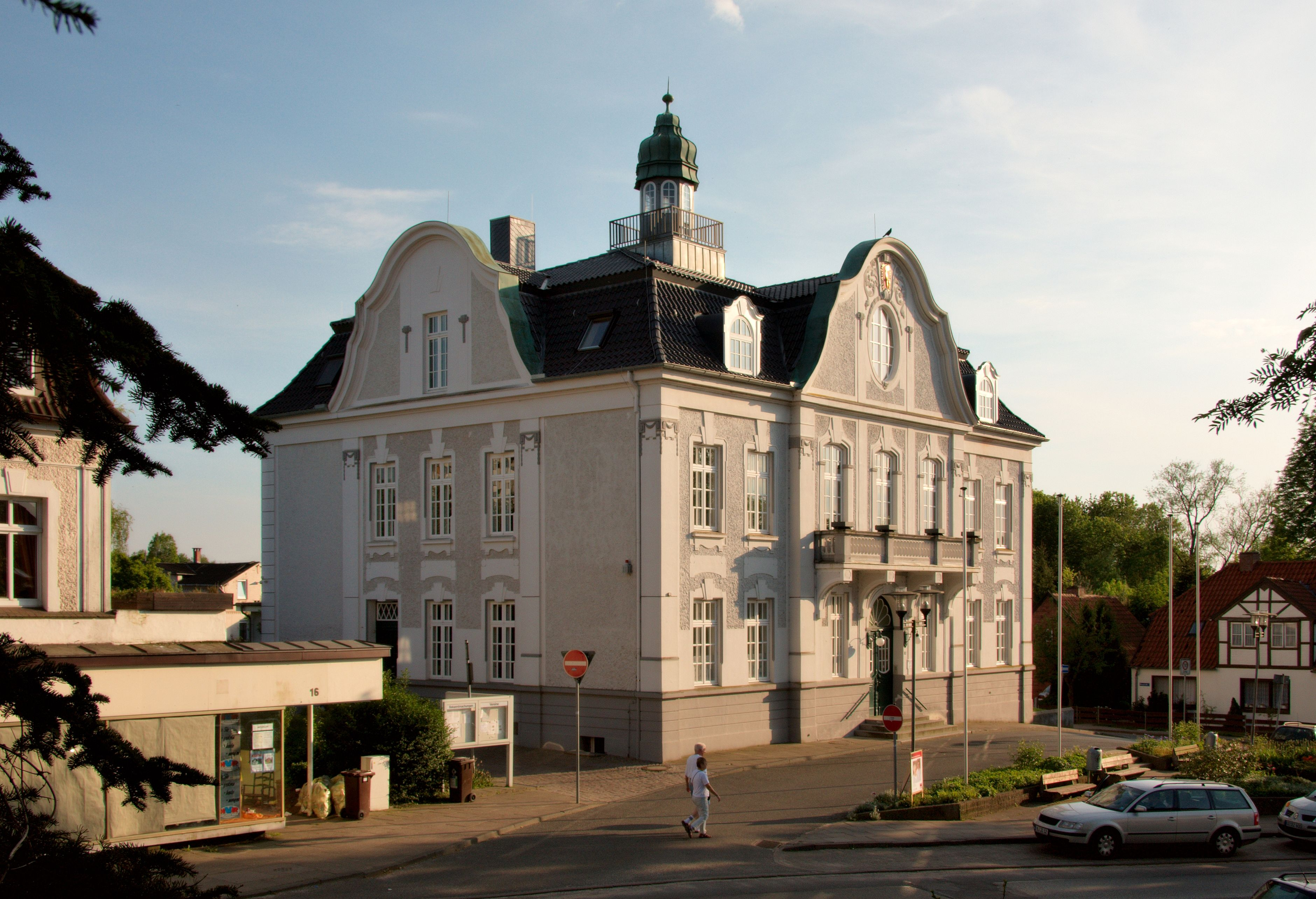
Rathaus Reinfeld

Von den 22 Sitzen in der Stadtvertretung hat seit der Kommunalwahl am 14. Mai 2023 die CDU acht (Stimmenanteil 34,8 %), die SPD fünf (23,9 %), die Wählerinitiative W!R vier (19,8 %), Bündnis 90/Die Grünen vier Sitze (18,7 %) und Die Linke einen Sitz (2,8 %). Bürgervorsteherin ist seit 2023 Lisa-Maria Zielke (CDU), Bürgermeister seit 2020 Roald Wramp (parteilos).
Seit Ende des 19. Jahrhunderts verfügt Reinfeld über das ehrenamtliche, politische Amt eines Bürgervorstehers (seit der schleswig-holsteinischen Gemeindereform so betitelt), seit dem Ende des Zweiten Weltkrieges darüber hinaus über das hauptamtliche, administrative Amt eines Stadtdirektors (bis 1949) bzw. Bürgermeisters. Während der Besatzung durch britische Truppen wurden die Stadtdirektoren von der Militärregierung eingesetzt (mit * gekennzeichnet).
| Bürgervorsteher (seit 1. April 1950, vorher Bürgermeister) | Bürgermeister (seit 1. April 1950, vorher Stadtdirektor) |
| ---------------------------------------------------------- | -------------------------------------------------------- |
| seit 2023: Lisa-Marie Zielke                               | seit 2020: Roald Wramp                                   |
| 2013–2023: Gerd Hermann                                    | 2014–2020: Heiko Gerstmann (SPD)                         |
| 2003–2013: Hans-Peter Lippardt                             | 2002–2014: Gerhard Horn                                  |
| 1994–2003: Detlev Andresen                                 | 1990–2002: Diethard Bubolz                               |
| 1982–1994: Theodor Ohlen                                   | 1987–1990: Holger Weidemann                              |
| 1970–1982: Claus Slama                                     | 1969–1987: Michael Sachse                                |
| 1966–1970: Edgar Keiselt                                   | 1955–1969: Richard Hingst                                |
| 1959–1966: Georg Jungk                                     | 1955–1969: Richard Hingst                                |
| 1952–1959: Hans Vagt                                       | 1955–1969: Richard Hingst                                |
| 1951–1952: Hans Joachim Jabs                               | 1949–1954: Hermann Schuldt                               |
| 1950–1951: Paul Albert Bertram                             | 1949–1954: Hermann Schuldt                               |
| 1948–1950: Heinrich Schmidt                                | 1949–1954: Hermann Schuldt                               |
| 1946–1948: Erich Jost                                      | September 1948-Juni 1949: Wilhelm Reese *                |
| 1946–1948: Erich Jost                                      | Oktober 1947-September 1948: Wilhelm Mietzner *          |
| 1946–1948: Erich Jost                                      | Juni 1947-Oktober 1947: Lorentz *                        |
| 1946–1948: Erich Jost                                      | Oktober 1946-Juni 1947: Wilhelm Schultz *                |
| 1946–1948: Erich Jost                                      | August 1946-Oktober 1946: von Pein *                     |
| 1946: Heinrich Schmidt                                     | Juni 1946-August 1946: Wilhelm Reese *                   |
| Mai 1945-Januar 1946: Heinrich Eckholdt                    | Dezember 1945-Juni 1946: Arthur Pawel *                  |
| 1938–1945: Max Böhmker                                     |                                                          |
| 1926–1938: Walter Stamer                                   |                                                          |
| 1918–1926: Paul Katzschke                                  |                                                          |
| 1912–1918: Ernst Witt                                      |                                                          |
| 1886–1912: Volkmar Wegener                                 |                                                          |

### Wappen
Blasonierung: „Geteilt von Rot und Blau. Oben ein hervorkommender, linksgewendeter goldener Abtstab zwischen zwei auswärts geneigten goldenen Ähren; unten ein waagerechter silberner Fisch.“ Der Entwurf stammt vom Reinfelder Lithographen Josef Schreiber und wurde am 9. April 1930 vom Preußischen Staatsminister in Berlin genehmigt.

### Flagge
Blasonierung: „Die Flagge zeigt inmitten eines weißen, oben und unten von je einem schmalen roten Streifen begrenzten Feldes das Stadtwappen, etwas zur Stange hin verschoben. Beim Banner wird das Wappen um 90° gedreht.“

### Städtepartnerschaften
Reinfeld unterhält Partnerschaften mit Saint-Pryvé-Saint-Mesmin in Frankreich (seit 1994) und Kaliska in Polen (seit 1998) sowie Neubukow in Mecklenburg-Vorpommern (seit 1991).
Bereits 1957 übernahm Reinfeld eine Patenschaft für die aus Körlin an der Persante Vertriebenen.

### Jugendpolitisches Engagement
Reinfeld führte als eine der ersten Gemeinden in Schleswig-Holstein 1996 das Gremium des Kinder- und Jugendbeirates ein. 2018 und 2020 wurde die Reinfelder Online-Schülerzeitung erKant.de beim Schülerzeitungswettbewerb der Länder, welcher von der Jugendpresse Deutschland und dem BVDZ jährlich durchgeführt wird, als beste Online-Schülerzeitung Deutschlands in der Kategorie Gymnasien ausgezeichnet. Die erKant ist eins der Projekte des sii-kids & -talents e. V., von dem zwei andere Projekte als „Projekt Nachhaltigkeit“ von RENN / RNE ausgezeichnet worden sind.

### Stolpersteine
Am 7. März 2014 wurden in Reinfeld auf Initiative von Kommunalpolitikern sowie Schülern und Lehrern aus der Immanuel-Kant-Schule unter großer Beteiligung der Öffentlichkeit zwei Stolpersteine verlegt:
- Carl-Harz-Straße 6: Für Carl Harz (1860–1943), Autor sozialkritischer Schriften, Immobilienmakler und Förderer von Stadtentwicklung, Bebauung und Tourismus in Reinfeld. Veröffentlichungsverbot 1939, „Schutzhaft“ in Lübeck-Lauerhof 1943, dort Flucht in den Tod am 13. August 1943 im Alter von 83 Jahren.
- Paul-von-Schoenaich-Straße 36: Für Richard Minkwitz (geb. 1886), Arbeiter, KPD-Mitglied, Widerstandskämpfer. Am 7. September 1933 ist er im Gestapo-Gewahrsam („Schutzhaft“) im „Blauen Haus“ in Bad Oldesloe erschlagen worden – im Alter von 47 Jahren. Ebenfalls seit 2014 wird der Wanderweg am nahen Neuhöfer Teich als Richard-Minkwitz-Weg benannt.[20]

An den beiden Todestagen werden an den Stolpersteinen zum Gedenken Blumen niedergelegt.

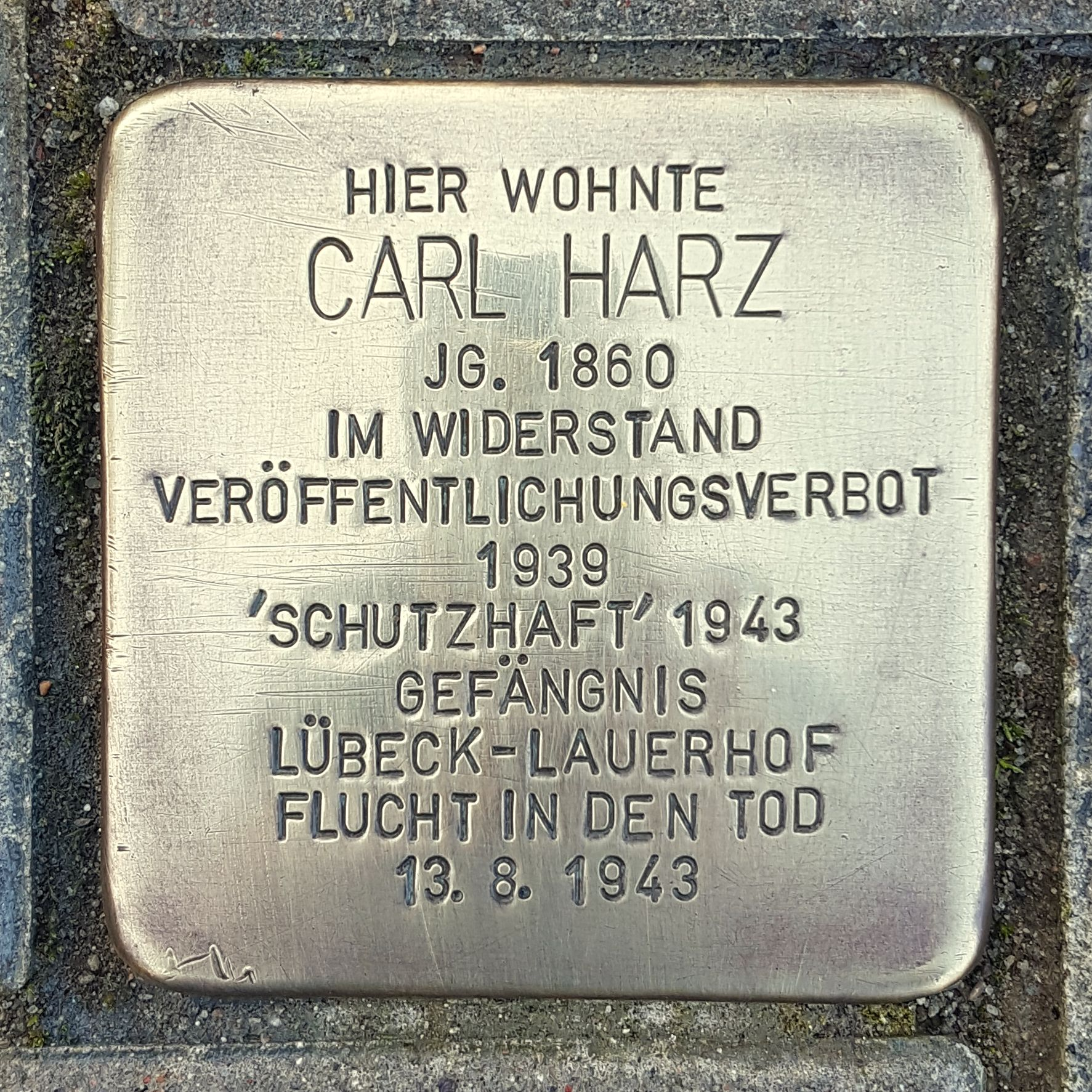
Stolperstein Carl Harz
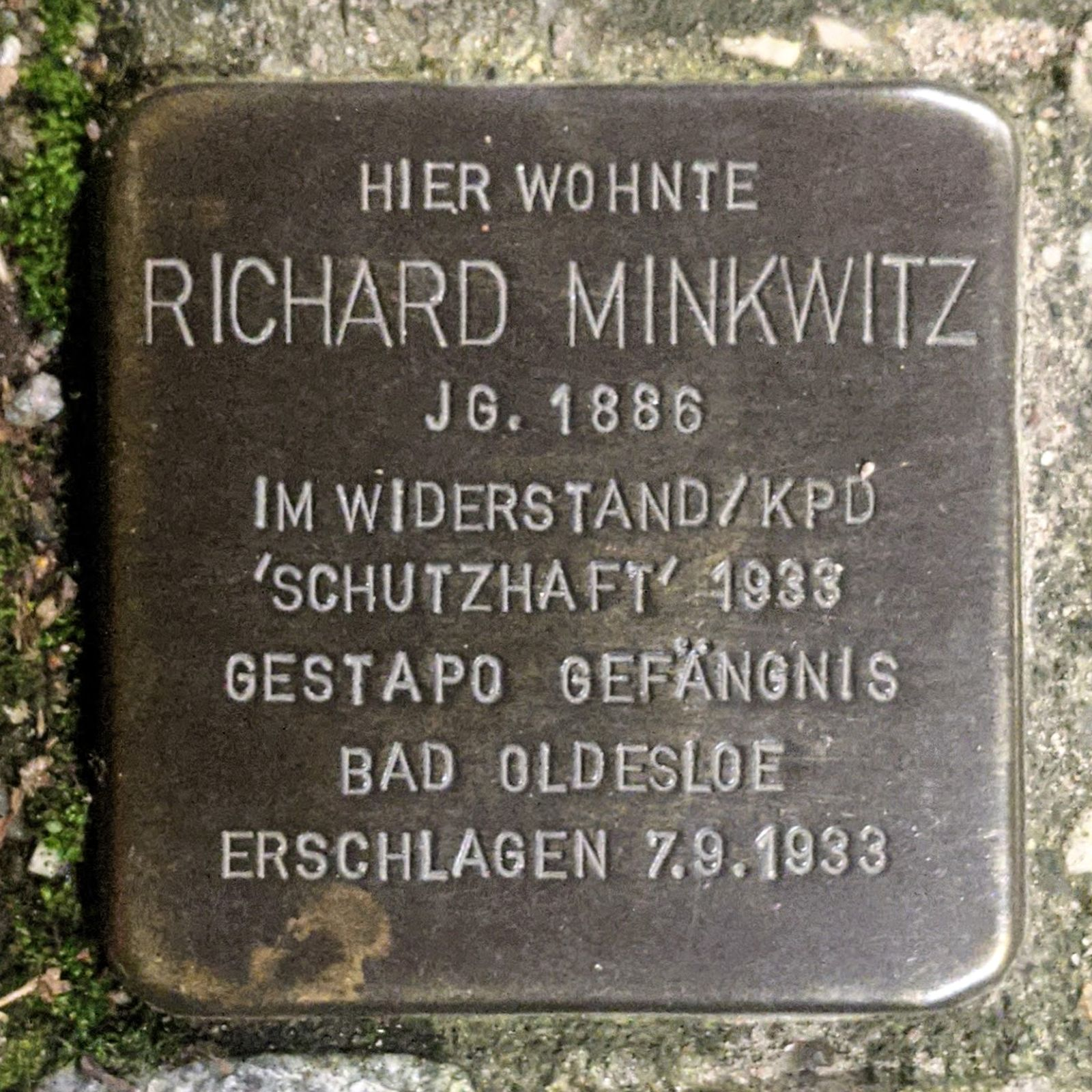
Stolperstein Richard Minkwitz

## Kultur und Sehenswürdigkeiten

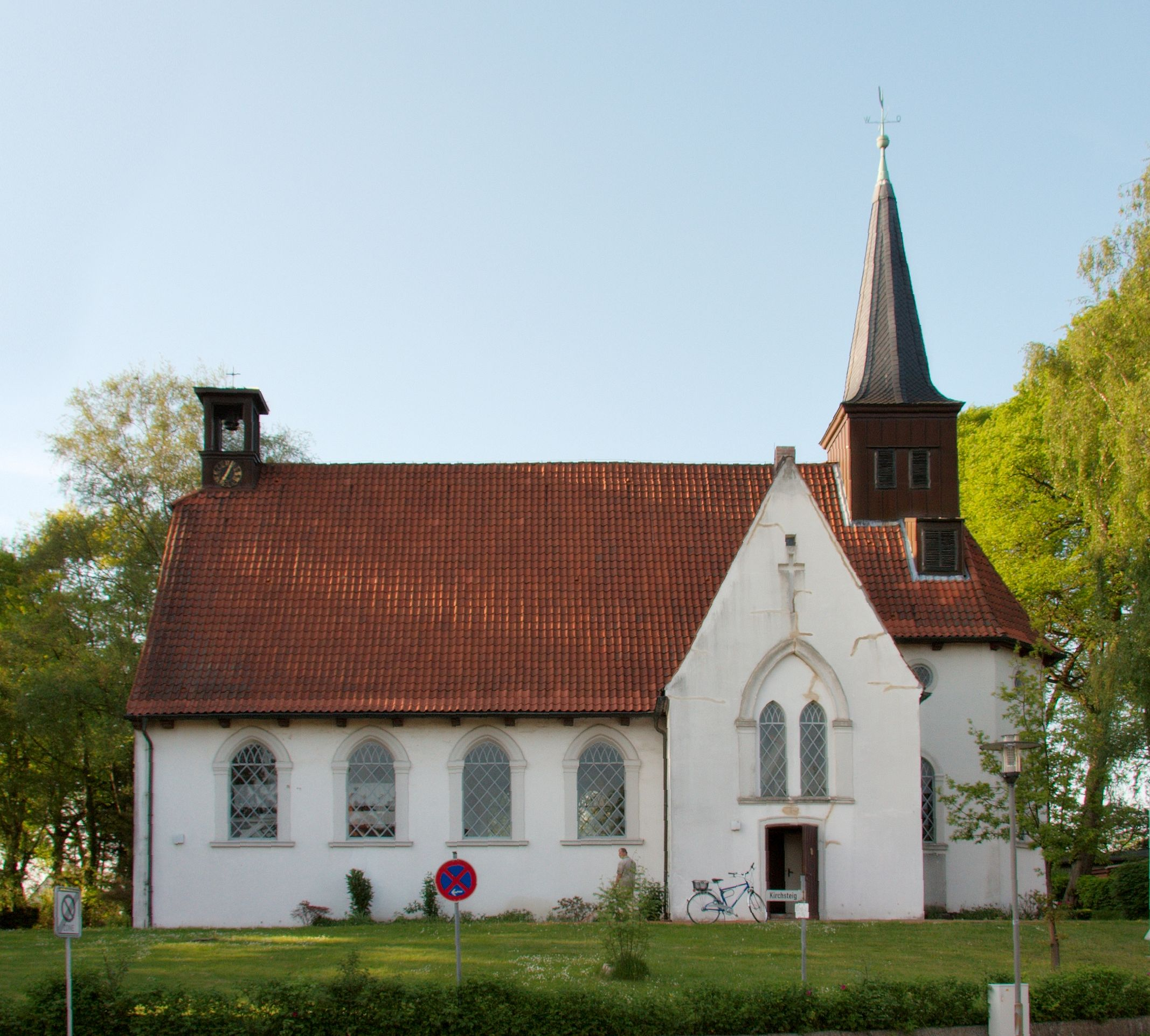
Matthias-Claudius-Kirche

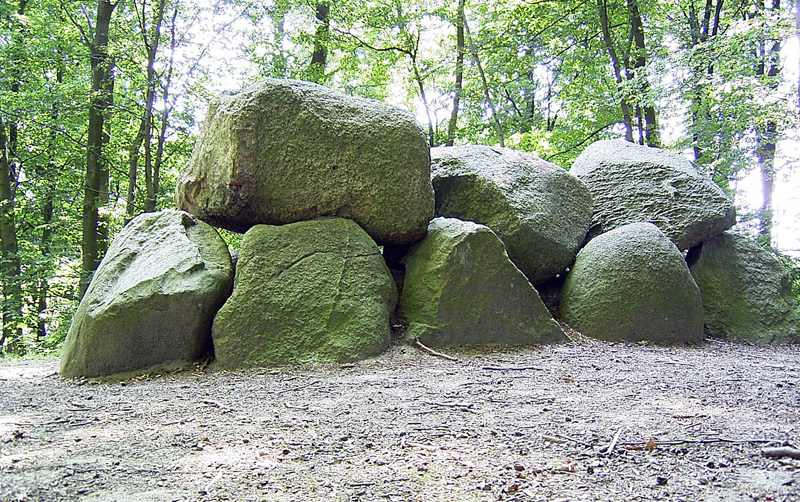
Hünengrab bei Reinfeld

### Kirchen und Museen
- Matthias-Claudius-Kirche, 1636 erbaut, mit mehreren Grabsteinen der Äbte des Klosters aus der 1635 zerstörten Klosterkirche und einer barocken Ausstattung
- Katholische St.-Marien-Kirche, 1964/65 nach Plänen von Karlheinz Bargholz erbaut, 2024 profaniert
- Heimatmuseum[22]
- Mühlenmuseum im Claudius-Hof, im Gebäude der ehemaligen Claudius-Mühle

### Weitere Sehenswürdigkeiten
- Hünengrab aus der Jungsteinzeit im Waldgebiet Neuer Hau
- Matthias-Claudius-Gedenkstätte aus Granit am Ufer des Herrenteichs mit dem vollständigen Text des Abendliedes, 1989 vom Bildhauer Jörg Plickat im Auftrag der Stadt geschaffen

Die Liste der Kulturdenkmale in Reinfeld (Holstein) umfasst die in der Denkmalliste des Landes Schleswig-Holstein eingetragenen Kulturdenkmale.

### Natur
Es befindet sich das Naturschutzgebiet Oberer Herrenteich in Reinfeld.

### Sport
Der SV Preußen Reinfeld hat rund 2.100 Mitglieder in 28 Sparten. Die größte Sparte ist der Bereich Fußball mit drei Herren-Mannschaften, einer Alt-Herren-Mannschaft, einer Damen-Mannschaft und einer Vielzahl von Jugend-Mannschaften.
Die Reinfelder Rudergemeinschaft von 1963 e. V. veranstaltet am Karpfenfest-Wochenende (Ende August / Anfang September) jährlich das Reinfelder Rudervergnügen, eine Regatta für Laien-Mannschaften der Betriebe und Einrichtungen aus Stadt und Umgebung. Weiterhin ist der Tennis-Club Reinfeld e. V. aktiv, der fünf Tennisplätze und ca. 200 Mitglieder hat.

## Wirtschaft und Infrastruktur

### Medien
In Reinfeld wird das „Stormarner Tageblatt“ als Lokalausgabe des Schleswig-Holsteinischen Zeitungsverlags (sh:z) sowie die Lokalausgabe der Lübecker Nachrichten veröffentlicht. Auch das Hamburger Abendblatt veröffentlicht eine Lokalausgabe für den Kreis Stormarn, deren Redaktion jedoch in Ahrensburg beheimatet ist. In Reinfeld werden kostenlos die Zeitungen „Markt“, „Wochenblatt“ und „Blickpunkt“ verteilt.

### Bildung
- Matthias-Claudius-Schule (Grundschule), ca. 476 Schüler (Stand: 2019/2020)[24]
- Immanuel-Kant-Schule Reinfeld (IKS) (vorher Kooperative Gesamtschule (KGS) Reinfeld)[25]
- Erich-Kästner-Schule (Förderschule)
- Fachhochschule für Verwaltung und Dienstleistung in Schleswig-Holstein mit dem Bereich Rentenversicherung

### Verkehr
Reinfeld bietet eine direkte Anbindung an die Bundesautobahn 1 und liegt in der Nähe des Autobahnkreuzes Lübeck, von dem aus die Bundesautobahn 20 Richtung Rostock/Stettin und Bad Segeberg beginnt. Darüber hinaus liegt Reinfeld an der Bundesstraße 75 sowie an Landesstraßen nach Bad Segeberg, Ratzeburg und Ahrensbök. Zwischen dem Ort und der BAB liegen Gewerbegebiete.
Reinfeld liegt an der Bahnstrecke Lübeck–Hamburg. Es fahren Züge der Linien RE8 und RE80 in Richtung Hamburg und Lübeck sowie im Sommer weiter bis nach Lübeck-Travemünde-Strand.
Mehrere Buslinien, die hauptsächlich der Schülerbeförderung dienen aber für alle Personen nutzbar sind, verbinden den Bahnhof mit den umliegenden Gemeinden.
Reinfeld ist in den HVV und den Nahverkehrsverbund Schleswig-Holstein eingebunden.

## Persönlichkeiten

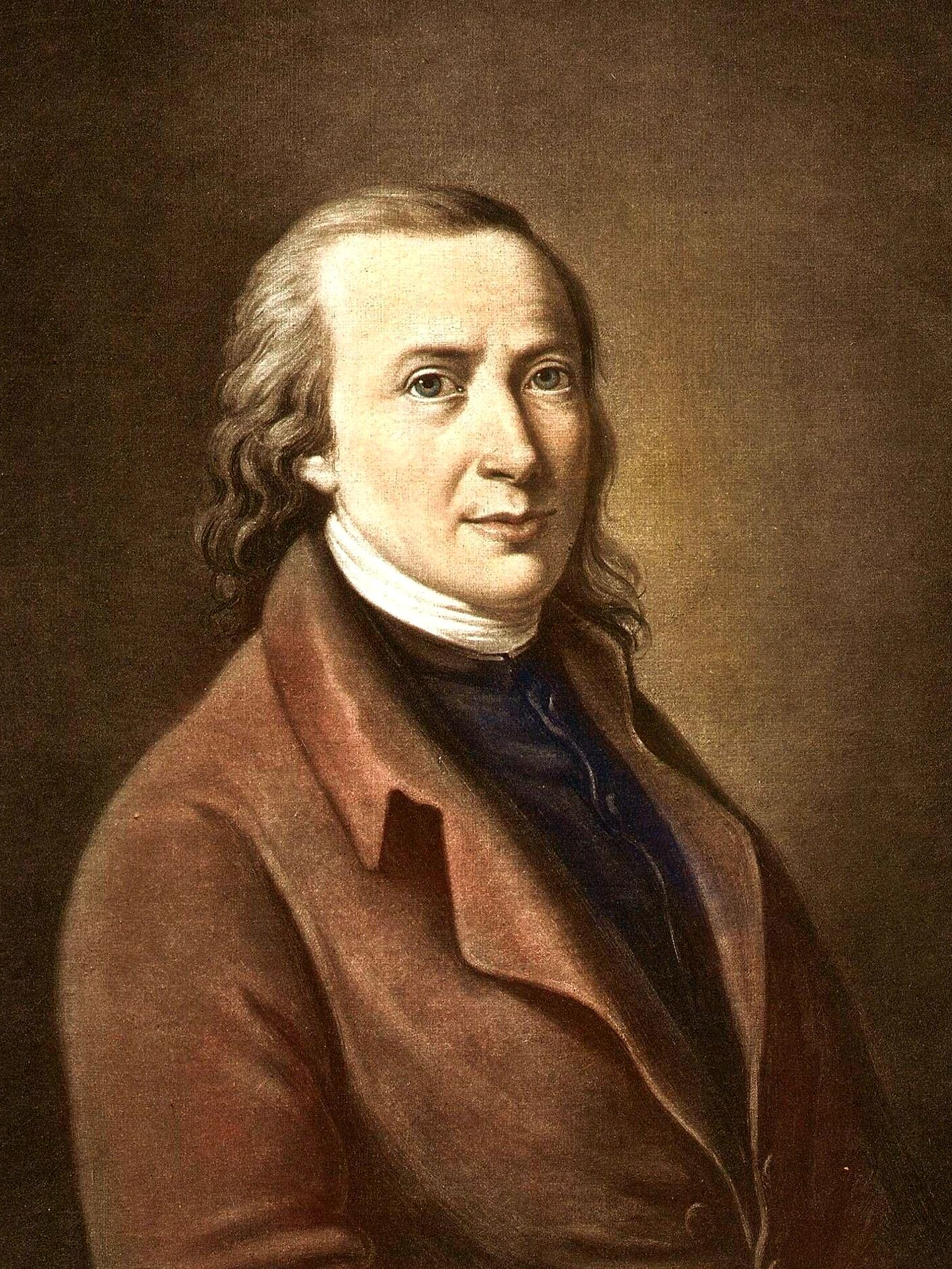
Matthias Claudius

- Ludwig Balemann (1787–1866), Parlamentspräsident und Kieler Bürgermeister
- Elisabeth Wilhelmine Johanna Bitterling-Wolters (1892–1982), Kunstmalerin
- Martin Clasen (1882–1962), evangelisch-lutherischer Geistlicher, Genealoge und Heimatforscher
- Matthias Claudius (1740–1815), deutscher Dichter („Der Wandsbecker Bothe“)
- Gerd Ehlers (1924–1988), deutscher Schauspieler
- Joachim Mähl (1854–1889), Lehrer in Reinfeld, plattdeutscher Dichter
- Gerhard Gerdes (1861–1941), Admiral der Kaiserlichen Marine
- Erich Retzlaff (1899–1993), Fotograf
- Paul Freiherr von Schoenaich (1866–1954), deutscher Generalmajor (WK I) und später entschiedener Pazifist

## Trivia
Ein Unterdialekt des Holsteinischen ist das Reinfelder Platt. Thomas Mann verwendet es in seinem Roman Buddenbrooks.